# The Perfect Couple (película)
The Perfect Couple (en hangul, 최강 로맨스; romanización revisada, Choigang romaenseu)  es una película surcoreana de 2007.

## Sinopsis
Mientras comía un pincho de tempura en el puesto de un vendedor ambulante, la joven reportera Choi Soo-jin accidentalmente lastima con el pincho en el costado a un detective, Kang Jae-hyuk, que estaba persiguiendo a un presunto criminal. Después de ese encuentro, a Soo-jin se le dice que trabaje en una historia sobre un detective, y el detective resulta ser Jae-hyuk. Soo-jin se une a su represión contra los traficantes de drogas, y los dos comienzan a enamorarse.

## Elenco
- Lee Dong-wook  como  Kang Jae-hyuk.
- Hyun Young  como Choi Soo-jin.
- Lee Jeong-heon
- Jeon Soo-kyung
- Jeong Jae-jin
- Kim Jae-man
- Kim Seung-min
- Joo Suk-tae como Park Jung-suk.
- Lee Myeong-jin
- Jang Hyun-sung como Kim Cha-gun - (cameo)

## Lanzamiento
The Perfect Couple fue lanzada en Corea del Sur el 25 de enero de 2007, y encabezó la taquilla en su primer fin de semana con 380,933 entradas.  Continuó recibiendo un total de 1,299,274 admisiones en todo el país, con un ingreso bruto (al 18 de marzo de 2007) de $ 7,228,471.